# Vrouwtje Bezemsteel
Vrouwtje Bezemsteel was een kinderserie op de Nederlandse televisie geschreven door H.M. Meijer.
De serie werd uitgezonden door de AVRO tijdens het “kinderuurtje” om 17.00 uur, aanvankelijk op de woensdagmiddag, later op de zaterdagmiddag. De serie beleefde tussen 1964 en 1967 vierentwintig afleveringen.
Centraal in de serie staat de goede heks Vrouwtje Bezemsteel, gespeeld door Karin Haage, die haar hulp Sam Pardoes, gespeeld door Lex Schoorel, levenslessen geeft door het vertellen van verhalen. Samen kijken zij in een glazen bol waarin zich een verhaal afspeelt.
De verhalen gaan over ridders, prinsen, koningen, knechten en andere kleurrijke figuren uit andere tijden, vaak in een sprookjesachtige setting. Ieder verhaal werd door een andere groep acteurs gespeeld. Zo hebben tientallen acteurs aan de serie meegewerkt, van wie een aantal later grote bekendheid heeft gekregen, zoals Jeroen Krabbé, Huib Rooymans en Riek Schagen.